# Цияб-Ичичали
Цияб-Ичичали — село в Хасавюртовском районе Дагестана (Россия).
Образует муниципальное образование село Цияб-Ичичали со статусом сельского поселения как единственный населённый пункт в его составе.

## География
Село расположено на берегу реки Акташ, к северу от районного центра города Хасавюрт.
Ближайшие населённые пункты: на северо-западе — село Сиух, на северо-востоке — село Умаротар, на юге — село Бамматюрт.

## История
В 1949 году на базе Хасавюртовская межрайонная конторы "Заготскот" был создан Бамматюртовского кормосовхоз. В 1957 году на центральную усадьбу кормосовхоза были переселены жители села Ичичали (Беной-Ведено) из ЧИАССР, ранее переселенных туда из села Ичичали Гумбетовского района. Вновь образованный населенный пункт получил название Казбековское в честь революционного деятеля С. У. Казбекова. В 1991 году село переименовано в Цияб-Ичичали (с аварского Новые Ичичали).

## Население
| 1939  | 1959  | 1970  | 1989  | 2002  | 2010  | 2012  |
| ----- | ----- | ----- | ----- | ----- | ----- | ----- |
| 107   | ↗667  | ↗953  | ↗1341 | ↗1866 | ↗2272 | ↗2329 |
| 2013  | 2014  | 2015  | 2016  | 2017  | 2018  | 2019  |
| ↗2340 | ↗2354 | ↗2386 | ↗2424 | ↗2467 | ↗2509 | ↗2529 |
| 2020  | 2021  | 2023  | 2024  | 2025  |       |       |
| ↗2557 | ↘2462 | ↗2511 | ↗2544 | ↗2570 |       |       |

```
Согласно переписи на 2021 год население Цияб Ичичали составляет 2579 человек
[
24
]
.
```